# Rocha (departman)
Departman Rocha je departman na istoku Urugvaja. Graniči s departmanom Maldonado na zapadu, Lavallejaom na sjeverozapadu i Treinta y Tresom na sjeveru. Laguna Mirim na sjeveroistoku čini granicu s Brazilom. Sjedište departmana je grad Rocha. Prema popisu stanovništva iz 2011. godine, departman ima 68.088 stanovnika.

## Stanovništvo i demografija
Prema popisu stanovništva iz 2011. godine na području departmana živi 68.088 stanovnika (33.269 muškaraca i 34.819 žena) u 46.071 kućanstva.
- Prirodna promjena: - 0,082 ‰
  - Natalitet: 14,04 ‰
  - Mortalitet: 10,44 ‰
- Prosječna starost: 35,0 godina
  - Muškarci: 34,0 godine
  - Žene: 36,0 godina
- Očekivana životna dob: 75,82 godina
  - Muškarci: 72,17 godine
  - Žene: 79,43 godina
- Prosječni BDP po stanovniku: 8.635 urugvajskih pesosa mjesečno

- Izvor: Statistička baza podataka 2010.[2]

| Grad                   | Stanovništvo |
| ---------------------- | ------------ |
| Rocha                  | 25.422       |
| Chuy                   | 9.675        |
| Castillos              | 7.541        |
| Lascano                | 7.645        |
| La Paloma              | 3.495        |
| Cebollatí              | 1.609        |
| La Aguada y Costa Azul | 1.090        |
| Velázquez              | 1.022        |

| Naselje           | Stanovništvo |
| ----------------- | ------------ |
| 18 de Julio       | 977          |
| Punta del Diablo  | 823          |
| San Luis al Medio | 598          |
| La Coronilla      | 510          |
| Puimayen          | 505          |

## Vanjske poveznice
- (šp.) Departman Rocha - službene stranice  Arhivirana inačica izvorne stranice od 10. prosinca 2011. (Wayback Machine)